# Drwęca Nowe Miasto Lubawskie
Drwęca Nowe Miasto Lubawskie – polski klub sportowy, założony w 1919 roku z siedzibą w Nowym Mieście Lubawskim. Obecnie wielosekcyjny. Jego najwyższym osiągnięciem było 18. miejsce w II lidze (obecna I liga) w sezonie 2005/06 w piłce nożnej oraz medale Mistrzostw Polski w lekkoatletyce. Zespół piłki nożnej występuje w sezonie 2025/2026 w IV lidze, grupie warmińsko-mazurskiej.

## Historia
Klub powstał w sierpniu 1919, z sekcją piłki nożnej przy Towarzystwie Młodzieży Katolickiej.

### Historia nazw
- sierpień 1919 – sekcja piłki nożnej przy Towarzystwie Katolickiej Młodzieży
- 17 września 1922 – KS Polonia Nowe Miasto nad Drwęcą
- czerwiec 1924 – Sparta Nowe Miasto nad Drwęcą
- lipiec 1932 – KS Astoria Nowe Miasto nad Drwęcą
- 1934 – Pogoń Nowe Miasto nad Drwęcą
- 1 września 1937 – Pogoń Nowe Miasto Lubawskie [zmiana nazwy miasta]
- grudzień 1945 – KS Drwęca Nowe Miasto Lubawskie
- 1950-51 – Spójnia i Ogniwo [dwa koła sportowe]
- 28 stycznia 1955 – KS Sparta Nowe Miasto Lubawskie [fuzja Spójnia i Ogniwa; powstaje koło o nazwie Sparta]
- 1956 – KS Sparta-Drwęca Nowe Miasto Lubawskie
- styczeń 1957 – KS Drwęca Nowe Miasto Lubawskie [samodzielny klub]
- listopad 1963 – Nowomiejsko-Lubawski KS Jedność Nowe Miasto Lubawskie [fuzja z klubem z Lubawy]
- marzec 1967 – KS Jedność [rozpad fuzji]
- grudzień 1968 – KS Drwęca Nowe Miasto Lubawskie
- 1980 – LKS Mechanik Mszanowo [fuzja z tym klubem]
- 1990 – KS Drwęca Nowe Miasto Lubawskie [wchłonięcie Mechanika].
- sierpień 2000 – KS Drwęca Lamparkiet Nowe Miasto Lubawskie [nazwa sponsora]
- sierpień 2003 – KS Finishparkiet Drwęca Nowe Miasto Lubawskie [nazwa sponsora]
- styczeń 2005 – KS Finishparkiet Nowe Miasto Lubawskie [nazwa sponsora]
- lipiec 2006 – KS Drwęca Nowe Miasto Lubawskie
- wiosna 2007 – KS Szynaka – Drwęca Nowe Miasto Lubawskie [nazwa sponsora Jana Szynaki]
- jesień 2007 – KS Drwęca Nowe Miasto Lubawskie
- luty 2014 – 2018 KS Finishparkiet Drwęca Nowe Miasto Lubawskie
- od 2018 – KS Drwęca Nowe Miasto Lubawskie

## Sukcesy
- gra w II lidze – sezon 2005/06 – 18. miejsce
- Mistrzostwo III ligi (2): 2004/05, 2016/17
- Mistrzostwo IV ligi (1): 2002/03
- Puchar Polski – OZPN Toruń – 1999/00
- Puchar Polski – Warmińsko-Mazurski ZPN – 2003/04, 2004/05
- Puchar Polski – faza grupowa (2004/05)
- Puchar Polski – 1/16 (2005/06)

## Stadion
Klub rozgrywa swoje mecze na stadionie należącym do Miejskiego Ośrodka Sportu i Rekreacji w Nowym Mieście Lubawskim. Obiekt podobnie, jak siedziba klubu znajduje się przy ul. Jagiellońskiej 20 w Nowym Mieście Lubawskim. Powstał on w latach 30. XX wieku. W latach 70. klub przekazał stadion będący jego własnością na rzecz powstającego wówczas OSiRu. Pojemność trybun od sezonu 2007/08 to 800 miejsc siedzących + 160 w wydzielonym sektorze dla przyjezdnych. Obiekty MOSiR to trzy boiska (główne o wymiarach 101x70 m oraz dwa boiska treningowe) oraz hala i hotel (60 miejsc).
Obecnie Stadion MOSiR w Nowym Mieście Lubawskim nie spełnia wymogów licencyjnych UEFA PZPN i WMZPN aby rozgrywać na nim mecze w ligach takich jak: IV liga, III liga, II liga, I liga, Ekstraklasa.
| Dane techniczne         | Dane techniczne |
| ----------------------- | --------------- |
| Wymiary boiska          | 101 × 70 m      |
| Pojemność stadionu      | 2000 miejsc     |
| Ilość miejsc siedzących | 960 miejsc      |
| Sektor gości            | 160 miejsc      |
| Oświetlenie             |                 |
| Podgrzewana murawa      |                 |
| dwa boiska treningowe   |                 |

## Sezon po sezonie
| Sezon          |                | Liga                                         | Pozycja        | Punkty         | Bramki         | Uwagi                                                                   |
| Lata 1955-1970 | Lata 1955-1970 | Lata 1955-1970                               | Lata 1955-1970 | Lata 1955-1970 | Lata 1955-1970 | Lata 1955-1970                                                          |
| -------------- | -------------- | -------------------------------------------- | -------------- | -------------- | -------------- | ----------------------------------------------------------------------- |
| 1955           | V              | Klasa B                                      | bd             | bd             | bd             | awans                                                                   |
| 1956           | IV             | Klasa A gr. Olsztyn                          | 7              | 19             | bd             | awans                                                                   |
| 1957           | III            | III liga gr. Olsztyn XII (nowa grupa)        | 9              | 6              | bd             | spadek                                                                  |
| 1958           | IV             | Klasa A gr. Olsztyn                          | 8              | bd             | bd             |                                                                         |
| 1959           | IV             | Klasa A gr. Olsztyn                          | 4              | bd             | bd             |                                                                         |
| 1960           | IV             | Klasa A gr. Olsztyn II                       | 2              | 11             | bd             |                                                                         |
| 1960/1961      | IV             | Klasa A                                      | bd             | bd             | bd             |                                                                         |
| 1961/1962      | IV             | Klasa A gr. Olsztyn II                       | 6              | 10             | bd             |                                                                         |
| 1962/1963      | IV             | Klasa A gr. Olsztyn II                       | 7              | 9              | bd             |                                                                         |
| 1963/1964      | IV             | Klasa A gr. Olsztyn II                       | 6              | 9              | bd             |                                                                         |
| 1964/1965      | IV             | Klasa A                                      | bd             | bd             | bd             |                                                                         |
| 1965/1966      | IV             | Klasa A gr. Olsztyn I                        | 2              | 24             | bd             |                                                                         |
| 1966/1967      | IV             | Klasa Okręgowa gr. Olsztyn                   | 14             | 10             | bd             | spadek                                                                  |
| 1967/1968      | V              | Klasa A                                      | bd             | bd             | bd             |                                                                         |
| 1968/1969      | V              | Klasa A                                      | bd             | bd             | bd             | awans                                                                   |
| 1969/1970      | IV             | Klasa Okręgowa gr. Olsztyn                   | 14             | 20             | bd             | spadek                                                                  |
| Lata 1991-2022 |                |                                              |                |                |                |                                                                         |
| 1991/1992      | IV             | Klasa okręgowa (grupa Toruń)                 | 12             | 15             | 40-48          |                                                                         |
| 1992/1993      | IV             | Klasa okręgowa (grupa Toruń)                 | 10             | 23             | 46-46          |                                                                         |
| 1993/1994      | IV             | Klasa okręgowa (grupa Toruń)                 | 6              | 31             | 51-30          |                                                                         |
| 1994/1995      | IV             | Klasa okręgowa (grupa Toruń)                 | 7              | 31             | 26-31          |                                                                         |
| 1995/1996      | IV             | Klasa okręgowa (grupa Toruń)                 | 6              | 54             | 52-38          |                                                                         |
| 1996/1997      | IV             | IV liga (grupa Toruń)                        | 11             | 33             | 51-69          |                                                                         |
| 1997/1998      | IV             | IV liga (grupa Toruń)                        | 11             | 34             | 44-53          | spadek                                                                  |
| 1998/1999      | V              | Liga okręgowa (grupa Toruń)                  | 4              | 46             | 56:40          |                                                                         |
| 1999/2000      | V              | Liga okręgowa (grupa Toruń)                  | 5              | 38             | 43:28          | awans poprzez baraże                                                    |
| 2000/2001      | IV             | IV liga (grupa warmińsko-mazurska)           | 4              | 68             | 66:30          |                                                                         |
| 2001/2002      | IV             | IV liga (grupa warmińsko-mazurska)           | 7              | 47             | 62:48          |                                                                         |
| 2002/2003      | IV             | IV liga (grupa warmińsko-mazurska)           | 1              | 76             | 85:20          | awans                                                                   |
| 2003/2004      | III            | III liga (grupa 1)                           | 10             | 42             | 44:34          |                                                                         |
| 2004/2005      | III            | III liga (grupa 1)                           | 1              | 59             | 49:16          | awans                                                                   |
| 2005/2006      | II             | II liga                                      | 18             | 26             | 31:47          | spadek                                                                  |
| 2006/2007      | III            | III liga (grupa 1)                           | 11             | 36             | 35:42          |                                                                         |
| 2007/2008      | III            | III liga (grupa 1)                           | 16             | 12             | 17:83          | spadek                                                                  |
| 2008/2009      | VI             | Liga okręgowa (grupa warmińsko-mazurska II)  | 2              | 60             | 58:40          |                                                                         |
| 2009/2010      | VI             | Liga okręgowa (grupa warmińsko-mazurska II)  | 7              | 42             | 56:58          |                                                                         |
| 2010/2011      | VI             | Liga okręgowa (grupa warmińsko-mazurska II)  | 2              | 67             | 85:20          | awans                                                                   |
| 2011/2012      | V              | IV liga (grupa warmińsko-mazurska)           | 4              | 57             | 62:38          |                                                                         |
| 2012/2013      | V              | IV liga (grupa warmińsko-mazurska)           | 11             | 33             | 47:54          |                                                                         |
| 2013/2014      | V              | IV liga (grupa warmińsko-mazurska)           | 6              | 52             | 59:47          | awans do III ligi w związku z przejęciem licencji Barkasu Tolkmicko     |
| 2014/2015      | IV             | III liga (grupa V)                           | 3              | 81             | 78-26          |                                                                         |
| 2015/2016      | IV             | III liga (grupa V)                           | 4              | 70             | 80-32          |                                                                         |
| 2016/2017      | IV             | III liga, grupa: I                           | 1              | 75             | 80-33          | Brak licencji na grę w II lidze, awansował zdobywca II miejsca ŁKS Łódź |
| 2017/2018      | IV             | III liga, grupa: I                           | 12             | 42             | 40-54          | spadek                                                                  |
| 2018/2019      | V              | IV liga (grupa warmińsko-mazurska)           | 15             | 16             | 37-101         | spadek                                                                  |
| 2019/2020      | VI             | Klasa okręgowa (grupa warmińsko-mazurska II) | 10             | 20             | 38-45          |                                                                         |
| 2020/2021      | VI             | Klasa okręgowa (grupa warmińsko-mazurska II) | 9              | 44             | 54-55          |                                                                         |
| 2021/2022      | VI             | Klasa okręgowa (grupa warmińsko-mazurska II) | 11             | 37             | 56:62          |                                                                         |
| 2022/2023      | VI             | Klasa okręgowa (grupa warmińsko-mazurska II) | 6              | 47             | 57:73          |                                                                         |
| 2023/2024      | VI             | Klasa okręgowa (grupa warmińsko-mazurska II) | 7              | 44             | 62:59          |                                                                         |
| 2024/2025      | VI             | Klasa okręgowa (grupa warmińsko-mazurska II) | 1              | 67             | 81:24          | awans                                                                   |

| Oznaczenie kolorami | Liczba sezonów |
| ------------------- | -------------- |
| I poziom ligowy     | 0              |
| II poziom ligowy    | 1              |
| III poziom ligowy   | 5              |
| IV poziom ligowy    | 26             |
| V poziom ligowy     | 9              |
| VI poziom ligowy    | 9              |
| VII poziom ligowy   | 0              |
| VIII poziom ligowy  | 0              |

Źródła: "J. Goksiński, Klubowa historia polskiej piłki nożnej do 1970 roku. Tabele.",  History of the Polish League, 90minut.pl , Encyklopedia Piłkarska Fuji tom 5,7,11,15,17

## Kadra na sezon 2016/17

### Pierwsza drużyna
Stan na 14 czerwca 2017 r.
| Nr | Poz. | Piłkarz            |
| -- | ---- | ------------------ |
|    | BR   | Krystian Paprocki  |
|    | BR   | Mariusz Rzepecki   |
|    | BR   | Damian Suszczewicz |
|    | BR   | Dawid Zięba        |
|    | OB   | Bartosz Długosz    |
|    | OB   | Mateusz Jajkowski  |
|    | OB   | Paweł Kolcz        |
|    | OB   | Damian Kostkowski  |
|    | OB   | Paweł Kowalczyk    |
|    | OB   | Paweł Olszewski    |
|    | OB   | Tomasz Wojcinowicz |
|    | PO   | Patryk Bartusiak   |
|    | PO   | Patryk Czarnota    |
|    | PO   | Grzegorz Domżalski |
|    | PO   | Dominik Głowiński  |
|    | PO   | Tomasz Kowalski    |

| Nr | Poz. | Piłkarz            |
| -- | ---- | ------------------ |
|    | PO   | Arkadiusz Kuciński |
|    | PO   | Miłosz Małachowsk  |
|    | PO   | Krystian Osicki    |
|    | PO   | Michał Pietroń     |
|    | PO   | Jakub Puwalski     |
|    | PO   | Jakub Szarpak      |
|    | PO   | Maciej Wolski      |
|    | NA   | Kamil Jackiewicz   |
|    | NA   | Maciej Koziara     |
|    | NA   | Artur Marcfel      |
|    | NA   | Michał Miller      |
|    | NA   | Dawid Radomski     |
|    | NA   | Kacper Szczypski   |
|    | NA   | Michał Twardowski  |
|    | NA   | Szymon Wenta       |

- Trener:  Sławomir Majak

## Kadra na sezon 2014/15

### Pierwsza drużyna
Stan na 14 marca 2015 r.
| Nr | Poz. | Piłkarz               |
| -- | ---- | --------------------- |
|    | BR   | Igor Rumiantsev       |
|    | BR   | Krystian Paprocki     |
|    | OB   | Paweł Olszewski       |
|    | OB   | Damian Kostkowski     |
|    | OB   | Oskar Osika           |
|    | OB   | Grzegorz Naczas       |
|    | OB   | Adrian Korzeniewski   |
|    | OB   | Wojciech Dziemidowicz |
|    | PO   | Artur Marcfeld        |
|    | PO   | Grzegorz Domżalski    |
|    | PO   | Arkadiusz Kuciński    |

| Nr | Poz. | Piłkarz                |
| -- | ---- | ---------------------- |
|    | PO   | Sebastian Zajączkowski |
|    | PO   | Jakub Sierzputowski    |
|    | PO   | Łukasz Kuśnierz        |
|    | PO   | Mariusz Baranowski     |
|    | PO   | Krystian Oleszko       |
|    | NA   | Valentin Dah           |
|    | NA   | Paweł Piceluk          |
|    | NA   | Michał Miller          |
|    | NA   | Michał Piceluk         |
|    | NA   | Zdzisław Wenta         |

- Trener:  Damian Łukasik

## Piłkarze występujący w Drwęcy
- Grzegorz Bała
- Valentin Dah
- Maciej Dołęga
- Łukasz Gikiewicz
- Rafał Gikiewicz
- Kelechi Iheanacho
- Łukasz Kościuczuk
- Wiesław Lendzion
- Mike Mouzie
- Krzysztof Nykiel
- Bartłomiej Pietrasik
- Tomasz Radziwon
- Szymon Sawala
- Jonatan Straus
- Artur Szymczyk
- Sławomir Święcki
- Jarosław Talik
- Mariusz Unierzyski
- Mohammed Eid Wahab
- Norbert Witkowski
- Maciej Wojtaś

## Trenerzy Drwęcy
- Andrzej Błaszkowski (wrzesień 1999 – kwiecień 2001)
- Zbigniew Wodniak (kwiecień 2001 – czerwiec 2002)
- Janusz Małecki (lipiec 2002 – wrzesień 2002)
- Zbigniew Wodniak (wrzesień 2002 – czerwiec 2003)
- Zbigniew Kieżun (lipiec 2003 – maj 2004)
- Tadeusz Chudziński (maj 2004 – czerwiec 2004)
- Tomasz Arteniuk (czerwiec 2004 – kwiecień 2005)
- Andrzej Wiśniewski (kwiecień 2005 – wrzesień 2005
- Andrzej Błaszkowski (wrzesień 2005 – grudzień 2006)
- Tomasz Zakierski (styczeń 2007 – czerwiec 2007)
- Jerzy Wójcik (lipiec 2007 – grudzień 2007)
- Janusz Małecki (styczeń 2008)
- Jerzy Wójcik (luty 2008)
- Andrzej Błaszkowski (lipiec 2008 – październik 2008)
- Sławomir Mówiński (listopad 2008 – czerwiec 2011)
- Andrzej Błaszkowski (lipiec 2011- styczeń 2013)
- Marcin Goniszewski (styczeń 2013 – grudzień 2014)
- Piotr Zajączkowski (styczeń 2014 – kwiecień 2015)
- Damian Łukasik (kwiecień 2015 – wrzesień 2015)
- Artur Marcfeld (wrzesień 2015)
- Marek Witkowski (wrzesień 2015 – czerwiec 2016)
- Wojciech Tarnowski (od 11 czerwca 2016)
- Krzysztof Wierzbicki (od 30 października 2016)
- Sławomir Majak (3 grudnia 2016 – lipiec 2017)
- Piotr Zajączkowski (18 lipca 2017 – czerwiec 2018(?))
- Artur Bober (od lipca 2018)

## Sekcje
- piłka nożna (seniorzy – trener: Wojciech Tarnowski),
- juniorzy
- trampkarze
- młodzicy, gr. naborowa
- lekkoatletyka (trenerzy Leon Prusakowski, Mieczysław Kubacki, Zbigniew Gołębiewski)

## Ciekawostki
W czerwcu 2014 roku doszło do porozumienia działaczy piłkarskich z Nowego Miasta Lubawskiego i Tolkmicka. W wyniku którego dokonano fuzji Finishparkietu Drwęca z Barkasem Tolkmicko. Zespół Drwęcy rozpoczął następny sezon w III lidze, a Barkas w okręgówce.

## Afera Korupcyjna
Drwęca Nowe Miasto Lubawskie to kolejny polski klub, który zamieszany był w aferę korupcyjną w polskiej piłce nożnej. W sezonie 2004/05 ustawiono m.in. mecz ŁKS Łomża – Drwęca (1:3). Celem działań korupcyjnych było załatwienie Drwęcy awansu do II ligi. W toku postępowania prokuratorskiego postawiono zarzuty wielu działaczom i sędziom piłkarskim, które skończyły się wyrokami skazującymi.